# Італієнь
Італієнь, Італієні (рум. Italieni) — село у повіті Долж в Румунії. Входить до складу комуни Буковец.
Село розташоване на відстані 199 км на захід від Бухареста, 17 км на захід від Крайови.